# Петре Карп
Петре Карп (рум. Petre P. Carp; 29 червня 1837, Ясси — 19 червня 1919, Цибенешть, Румунія) — румунський державний діяч.

## Біографія
Брав участь у поваленні Александру Кузи, був міністром закордонних справ у кабінеті Манолаке Костаке Єпуряну, дипломатичним агентом у Відні, міністром народної освіти, пізніше стояв на чолі перетвореної консервативної (юнімістської) партії.
У 1888 році в перехідному кабінеті Т. Росетті Карп зайняв впливове становище й редагував нову програму уряду (підйом селянського й міського станів, децентралізація управління, незмінюваність суддів, поліпшення стану духовенства, поширення релігійної освіти). У кабінеті Ласкера Катарджу в 1892 році Карп отримав портфель міністра державного майна.
Був переконаним германофілом і прихильником участі Румунії в Першій світовій війні на боці Троїстого союзу. Коли Румунія вступила у війну на боці Антанти і частину її території було окуповано австро-угорськими військами, Карп підтримав колабораціоністський «уряд» Лупу Костаки на окупованій території і мав репутацію його «сірого кардинала».

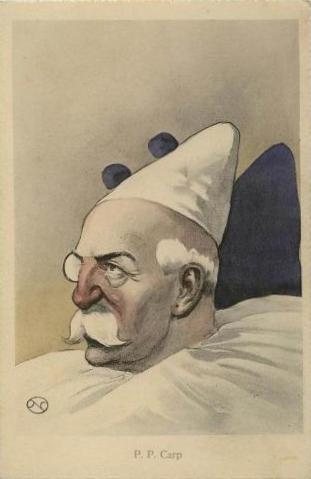
Петре Карп, карикатура